# 夏雨 (香港)
夏雨（英語：Ha Yu，1946年6月14日—），本名黃成，香港男演員。他於1960年代以非正式途徑來港生活，早期為電影演員，逐漸轉向電視界發展，曾於2005年和2008年獲得萬千星輝頒獎典禮「最佳男配角」獎及「最佳男主角」獎。

## 背景

### 藝名來源
一次到東南亞走埠前，夏雨打開電話簿，發覺與自己同一名字「黃成」的人比比皆是，這名字又沒有文藝氣息，遂改用藝名「夏雨」，寓意為觀眾帶來清涼感覺，在下雨時記起自己。除此之外，盼望藝名能為自己增加進財機會（風水學說中的五行─水其中一個象徵為財，即「水為財」）。

### 早年生活
夏雨在廣東省廣州市海珠北路植蔭里出生，祖父是廣州紅棉捲煙廠和紅棉餅乾廠的創辦人，外祖父為一名律師，父親是一名商人、母親則從事教育界。其父親輾轉到香港與新加坡發展時發跡，結果在外地另組家庭，留下夏雨母子在廣州居住。夏雨為二房子女，家有一姊，在廣州長大，經歷了父母被下放鄉間而與家人分開生活的階段。他早年寄宿於荔灣區廣州市協和小學，是該校1954年的畢業生。後來入讀越秀區廣州市第二十八中學（現為廣州市知用中學），自小學起一直參加校內話劇組活動。修讀初中課程時報讀1958年剛創立的廣東粵劇學校，成為第1期學員，專攻文武生。馬師曾、紅線女以及文覺非為其在校時的老師。他才學沒多久即就被父母勸說回去繼續讀書。
從小立志當演員而計劃報考北京電影學院、上海戲劇學院以及中央戲劇學院不遂的夏雨，高中畢業儘管能考上大學，考慮到當年中國內地經歷1962年大饑荒、資源不多、難以糊口，於是他在1962年從中國大陸爬過梧桐山偷渡到香港。到埗初年在銅鑼灣百利大廈建築地盤當保安員，也任地盤墨斗工、在冷庫當搬運工人。1963年從報紙上看到邵氏公司第3期「南國實驗劇團」訓練班招生廣告，便前去投考，同學計有岳華與陳鴻烈。夏雨留意到粵劇界的發展走下坡，決心在電影方面謀生。先是學習跳現代舞，繼而跟隨導演黃堯在粵語片組為歌舞片編舞與編導，吳回、胡鵬、馮志剛等皆是他曾跟隨學習的導演。1963年當上臨時演員，參演過胡金銓的《大醉俠》，主要在不同電影出演同學、士兵、死屍一類角色。

### 演藝事業
1966年，為了打算開拓較少人接觸的電視界別，夏雨加入麗的映聲（麗的電視／亞洲電視前身）。數年間任職麗的呼聲兼職播音員，還有擔任國語民謠直播話劇的編劇，同時負責配音片集項目。未幾一方面為麗的電視特輯編排舞蹈，與黎愛蓮合組歌舞班赴星馬表演，改藝名為「夏雨」。另一方面出鏡演出話劇兼跳現代舞。1974年初將近約滿麗的映聲時，他曾應朋友邀請合資到越南西貢經營夜總會，最終礙於局勢不穩作罷。本來馮淬帆推薦他予鍾景輝，可望加入無綫電視。然而馮與電視台高層一度鬧翻，令跳槽一事告吹。夏雨隨即獲鄒世孝關照，為一些一小時短劇擔任導演。
當鍾景輝主動聯絡跳槽且於1974年從麗的電視正式轉投無綫電視後，夏雨是多部電視劇的男主角，曾在改編自古龍武俠小說的電視劇《名劍風流》中擔任男主角俞佩玉和於鄭少秋主演的《倚天屠龍記》裡飾演張翠山，亦多次於《民間傳奇》飾演反派小生。之後因不滿轉型為飾演父親角色的演員（小生變中生，不能繼續當主角），所以到台灣發展兩年多。1975年與友人組成話劇團到新加坡和馬來西亞演出。另外，夏雨被正在觀看他為資訊節目配音的製作部高層相中，應邀於1970年代加入《歡樂今宵》，曾與余子明聯袂參與趣劇單元《單吊西與大眼雞》。夏雨又於趣劇《阿煩正傳》內飾演「阿煩」；他說話速度極快，一秒可說六個字，咬字清晰，令「阿煩」成為《歡樂今宵》經典。1980年代赴台後既在製作人楊佩佩穿針引線下參演劇集《電燈泡》與《搭錯線》，又於廣東廣播電視台珠江頻道擔任節目主持。離開無綫電視前已在外從商，其菲律賓外籍傭工僱傭中心的業務集中在美國。
直至1985年12月約滿，夏雨基於想轉換工作環境，首度不續約無綫電視。1986年至1987年除了參演台灣劇集，也為台視主持綜藝節目。1988年獲馬來西亞山水製作公司邀約到馬來西亞拍攝錄映帶，而且在好友、擔任電視劇《殭屍奇兵》編導的杜琪峯情商下重返無綫電視接拍該部電視劇 。而由1960年代至1980年代，夏雨雖踏足電視圈，他在電影界擔任過副導演、排舞、導演、出品人等崗位，《出術》為他於1977年與傳媒人鄧偉雄及演員馬劍棠合組「百家樂電影企業」公司（Baccarat Film & Entreprises Ltd.）期間執導的首部電影作品。當時他在同年2月辭去電視台編導一職，原因出於認為當電視導演很吃力、很忙碌，以致沒有時間演戲，再者當編導的收入不如當演員般可獲超額回報，因此決定只簽演員合約，自此專注幕前演出。
踏入1990年代，夏雨於1993年約滿無綫電視，轉到馬來西亞經營製作公司，卻因亞洲金融風暴被迫結束生意。1997年由於有意給子女接受較佳的教育，加上未知香港回歸後的前景而選擇移民加拿大溫哥華，期間在1997年回港替亞洲電視拍劇，2000年回流重返無綫電視。同期在中國內地經營房地產生意。此後12年間，則為無綫拍下多齣電視劇，不少角色深入民心。2005年憑《甜孫爺爺》中「文超傑」一角獲得萬千星輝賀台慶2005「最佳男配角」獎。2008年簽約無綫電視成為旗下經理人合約藝員,，並在《萬千星輝頒獎典禮》，憑《溏心風暴之家好月圓》中「甘泰祖」一角奪得「最佳男主角」獎。至2012年5月約滿，夏雨於同年11月2日與鮑起靜一起簽約香港電視網絡，只曾拍攝一套劇集，拍畢後再度回復自由身和於2014年監製及主演電影《ATM提款機》。由於他曾是電視劇監製劉家豪的常用演員，他於2016年在劉家豪邀請下拍攝《溏心風暴3》。2015年出任新加坡mm2影視娛樂旗下子公司mm2影視娛樂製作行政總監。

## 個人生活
夏雨妻子是無綫電視無綫電視第12期藝員訓練班藝員馬慧玲，兩人於拍攝《歡樂今宵》時認識，婚後育有二子一女。妻子與次子黃俊欣和幼女黃珮瑜長居加拿大溫哥華；長子黃奕晨現於ViuTV擔任藝人。。
此外，夏雨於2010年前以268萬元購入西貢蠔涌新村寓所「雨房」。2013年2月4日，遭兩名竊匪潛入爆竊，其子在夢中驚醒，一度與其中一名竊匪糾纏，最終被對方挾贓逃逸；事件中失去一部約值5,000元的智能手機，無人受傷。

## 演出作品
*以下列表只記錄夏雨演出過的影視作品，若有遺漏，請協助補充相關資料。

### 電視劇（麗的映聲／麗的電視）
| 首播   | 名稱       | 角色 | 備註 |
| 1967年 | 拉郎配     | -    |      |
| 1967年 | 打魚殺家   | -    |      |
| 1972年 | 孔雀東南飛 | -    |      |
| 1972年 | 草青青     | -    |      |
| 1973年 | 孤雛淚     | -    |      |
| 1973年 | 遙遠的路   | -    |      |

### 電視劇（無綫電視）
| 首播   | 名稱                 | 角色                                                | 備註 |
| 1973年 | 萍萍                 | -                                                   | |
| 1974年 | 民間傳奇             | 郭瞹                                                | 單元《醉打金枝》 |
| 1974年 | 吳園柳莊             | -                                                   | |
| 1974年 | 梁天來               | -                                                   | |
| 1974年 | 烏龍劍客             | -                                                   | |
| 1974年 | 攝魄驚魂             | -                                                   | |
| 1975年 | 民間傳奇             | 蔣世隆 張彥麟 卞磯 王經文 李靖 秦少游 林之洋 王玉林 | 單元《拜月亭》 單元《金葉菊》 單元《花田錯》 單元《畫皮》 單元《風塵三俠》 單元《蘇小妹三難新郎》 單元《鏡花緣之女兒國》 單元《碧玉簪》 |
| 1975年 | 73                   | -                                                   | 第3輯 |
| 1976年 | 龍虎豹               | -                                                   | |
| 1976年 | 睇開啲啦             | -                                                   | |
| 1976年 | 書劍恩仇錄           | 余魚同                                              | |
| 1976年 | 近代豪俠傳           | 石達開                                              | |
| 1976年 | 民間傳奇             | 倫文敘 張君瑞 伍國樑 杜子中 錢青                    | 單元《倫文敘》 單元《西廂記》 單元《煉印》 單元《女秀才》 單元《錢秀才錯占鳳凰儔》                                                      |
| 1977年 | 男人·女人            | -                                                   | |
| 1977年 | 家變                 | 馬進友                                              | |
| 1977年 | 幻海奇情精選         | -                                                   | 單元《意外》、《高老太》、《偶然》 |
| 1978年 | 倚天屠龍記           | 張翠山                                              | |
| 1978年 | 契爺皇帝             | 乾隆皇                                              | |
| 1978年 | 冤家路窄             | 白飯魚                                              | |
| 1978年 | 人海奇譚             | 趙德仁                                              | 單元《整容大師》 |
| 1979年 | 英雄無淚             | 司馬超群                                            | |
| 1979年 | 楚留香               | 姬冰雁                                              | |
| 1979年 | 名劍風流             | 俞佩玉                                              | |
| 1979年 | 落難天使             | -                                                   | |
| 1979年 | 三跟四傍             | -                                                   | |
| 1979年 | 女人三十             | -                                                   | |
| 1979年 | 有樓收租             | -                                                   | |
| 1980年 | 一劍天涯             | 葉蘭陵                                              | |
| 1980年 | 衝擊                 | 趙世豪                                              | |
| 1980年 | 龍仇鳳血             | 曹吉祥                                              | |
| 1981年 | 火鳯凰               | 王檢控官                                            | |
| 1981年 | 楊門女將             | 楊宗保                                              | |
| 1981年 | 情謎                 | 林繼興                                              | |
| 1981年 | 逐個捉               | 包查禮                                              | |
| 1982年 | 戲班小子             | 靚少飛                                              | |
| 1982年 | 星塵                 | 張滔                                                | |
| 1982年 | 假日風情             | 陳通                                                | |
| 1983年 | 射鵰英雄傳之鐵血丹心 | 丘處機                                              | |
| 1983年 | 射鵰英雄傳之東邪西毒 | 丘處機                                              | |
| 1983年 | 射鵰英雄傳之華山論劍 | 丘處機                                              | |
| 1983年 | 神鵰俠侣             | 丘處機                                              | |
| 1983年 | 歡樂長安             | 唐明皇                                              | |
| 1983年 | 勇者福星             | 陳堅                                                | |
| 1983年 | 賴布衣妙算玄機       | 朱義盛                                              | |
| 1983年 | 夜驚魂               | 阿劉                                                | 單元《無主孤魂》 |
| 1983年 | 迷離夜               | -                                                   | 單元《歸家》 |
| 1984年 | 武林聖火令           | 韋青松                                              | |
| 1984年 | -                    |                                                     | |
| 1984年 | 朝九晚五俏佳人       | -                                                   | |
| 1984年 | 聊齋夜話             | 寧采臣                                              | 單元《聶小倩》 |
| 1985年 | 挑戰                 | 鄒長有                                              | |
| 1985年 | 楊家將               | 寇準                                                | |
| 1985年 | 皇上保重             | 周日清                                              | |
| 1985年 | 鍾無艷               | 鬼谷子                                              | |
| 1985年 | 種計                 | 利柏禾                                              | |
| 1985年 | 觀世音               | 雲葉親王                                            | |
| 1986年 | 狄青                 | 焦廷貴                                              | |
| 1986年 | 薛丁山征西           | 薛仁貴                                              | |
| 1986年 | 寶蓮燈               | -                                                   | |
| 1988年 | 旭日背後             | 劉天華                                              | |
| 1988年 | 殭屍奇兵             | 劉大炮                                              | |
| 1988年 | 鬥氣一族             | 鄧仁威                                              | |
| 1989年 | 我愛俏冤家           | 何錦安                                              | |
| 1989年 | 大城小警             | 何敦民                                              | |
| 1989年 | 回到唐山             | 徐旺財                                              | |
| 1989年 | 花月佳期             | 乙滿                                                | |
| 1990年 | 亞二一族             | 張義                                                | |
| 1990年 | 香港蛙人             | 羅展才                                              | |
| 1991年 | 男盜女差             | 成大志                                              | |
| 1991年 | 橫財三千萬           | 陳達文                                              | |
| 1992年 | 闔府搶錢             | 高章                                                | |
| 1992年 | 愛生事家庭           | 劉明                                                | |
| 1992年 | 小男人出差           | 布平安                                              | |
| 1992年 | 極度空靈             | 崔顯                                                | |
| 1993年 | 妙探出更             | 鄧鐵堅                                              | |
| 2000年 | 美麗人生             | 劉力                                                | 在2001年於翡翠台播映 |
| 2001年 | 陀槍師姐III          | 衛英雄                                              | |
| 2001年 | 街市的童話           | 王二仔                                              | 於2001年海外發行 |
| 2002年 | 陀槍師姐IV           | 衛英雄                                              | |
| 2003年 | 翡翠戀曲             | 莫世龍                                              | |
| 2004年 | 談談情·練練武        | 徐波                                                | 於2002年海外發行 |
| 2005年 | 甜孫爺爺             | 文超傑                                              | |
| 2005年 | 識法代言人           | 沈逸安                                              | |
| 2006年 | 天幕下的戀人         | 高柏輝                                              | |
| 2007年 | 突圍行動             | 唐大海                                              | |
| 2007年 | 溏心風暴             | 唐仁佳                                              | |
| 2007年 | 爸爸閉翳             | 高志添                                              | |
| 2008年 | 秀才愛上兵           | 謝蒼天                                              | |
| 2008年 | 溏心風暴之家好月圓   | 甘泰祖                                              | |
| 2010年 | 秋香怒點唐伯虎       | 華鴻山                                              | |
| 2010年 | 翻叮一族             | 戴顧東                                              | |
| 2010年 | 居家兵團             | 諸葛河                                              | |
| 2012年 | 當旺爸爸             | 高義文                                              | |
| 2012年 | 回到三國             | 司馬彪                                              | 特別演出 |
| 2017年 | 溏心風暴3            | 黃永正                                              | |
| 2019年 | 解決師               | 黃永正                                              | 特別演出 |

### 電視劇（亞洲電視）
| 首播   | 名稱     | 角色   | 備註 |
| 1997年 | 天長地久 | 蔡小田 |      |
| 1997年 | 著數一族 | 展昭   |      |

### 電視劇（香港電視網絡）
| 首播   | 名稱     | 角色   | 備註 |
| 2015年 | 歲月樓情 | 譚金成 |      |

### 電視劇（其他）
| 首播   | 名稱                | 角色     | 備註                                                                                       |
| 1974年 | 獅子山下—一生一次   | 老張     | 香港電台電視部                                                                             |
| 1975年 | 獅子山下—日出日落   | 阿財     | 香港電台電視部                                                                             |
| 1975年 | 獅子山下—見死不救   | 阿唐     | 香港電台電視部                                                                             |
|        | 陳夢吉與方唐鏡      | -        |                                                                                            |
| 1977年 | 獅子山下—白菊花     | 父親     | 香港電台電視部                                                                             |
| 1978年 | ICAC—男子漢         | 辯方律師 | 廉政公署                                                                                   |
| 1981年 | 廉政先鋒—公正       | 霍燿山   | 廉政公署                                                                                   |
| 1986年 | 電燈泡              | 孫超仁   | 台視周日八點檔單元劇，楊佩佩製作，陳家昱編劇，劉雪華、夏雨、夏玲玲、趙舜主演）             |
| 1987年 | 搭錯線              | 林家富   | 台視周五九點半檔單元劇，楊佩佩製作，劉嘉芬、馬景濤、陶君微、張國柱、鄭宜雰、阮虔芷、徐樂眉 |
| 1988年 | 特警群英            | -        | 馬來西亞山水製作公司                                                                       |
| 1989年 | 廉政先鋒—第十條     | 戴孝良   | 第三輯、廉政公署                                                                           |
| 1994年 | 情意結              | -        |                                                                                            |
| 2002年 | 己子当归            | -        | 马来西亚Astro華麗台电视剧                                                                  |
| 2011年 | 四个门牌一个梦      | 王大發   | 新加坡新傳媒電視劇                                                                         |
| 2013年 | 好运到              | 郝輝先   | 新加坡新傳媒電視劇                                                                         |
| 2013年 | 钦差驾到            | -        | 广东珠江频道 2013年2月10日至2月22日首播 賀歲粵劇                                           |
| 2014年 | 球在你脚下          | 梅仁信   | 新加坡新傳媒電視劇                                                                         |
| 2016年 | 118 II              | 李金龍   | 新加坡新傳媒電視劇                                                                         |
| 2015年 | 獅子山下2015—鬼收樓 | 王爺     | 香港電台電視部                                                                             |
| 2020年 | 七十二家房客        | -        | 廣東南方衛視、2000年代末至2010年代已參與                                                   |

### 電視電影（無綫電視）
- 1992年 羣星會 飾 石小堅（笨賊）
- 1992年 狗紋龍爸爸 飾 狗紋龍
- 1994年 江湖夢 飾 畢浩文

### 電影
- 1965年 大醉俠
- 1965年 情海金枝
- 1966年 野姑娘
- 1974年 天天報喜
- 1975年 七彩滿天神佛
- 1976年 鬼馬世界
- 1976年 七情六慾
- 1977年 出術
- 1977年 破戒
- 1982年 彈指神功 飾 姬冰雁
- 1990年 吉星拱照 飾 洪東東
- 1995年 有兒萬事足 飾 龐添財
- 2003年 百年好合 飾 洪飛虎父
- 2005年 龍咁威II之皇母娘娘呢？ 飾 村長
- 2007年 雀聖3自摸三百番 飾 萬半拍
- 2007年 有只僵尸暗恋你 飾 發叔
- 2010年 美好冤家（新加坡電影）
- 2015年 ATM提款機

### 廣播劇
- 2006年 獅子山下 飾 江景文（第1-20集）[41]

### 舞台劇
- 2018年 秘密

### 參與節目
無綫電視
- 1977年 家家笑哈哈（演出）
- 1973年至1977年，1989年至1990年：歡樂今宵（主持及演出）[42]
- 1985年 勝在夠開心（主持）[21][43]
- 1988年 婦女新姿（嘉賓）[44]
- 1989年 星光熠熠耀保良（主持）[45]
- 1989年：歡樂今宵（「今夜笑不停」及「香港怪怪地」主持）[46]
- 1990年 香港倒後鏡（主持）[47]
- 1990年 歡樂今宵（演出）[48]
- 1991年 I.Q. 遊樂場（主持）
- 1991年 慈善星輝仁濟夜（主持）
- 1992年 香港怪招（主持）
- 1993年 時事笑爆鏡（主持）
- 1993年 娛樂笑爆鏡（主持）
- 2001年 公益開心大富翁（嘉賓）[49]
- 2006年 向世界出發（嘉賓）
- 2007年 愚樂I Love U（演出）
- 2007年 溏心夜宴（演出）
- 2007年 勁歌金曲 溏心風暴之夜（演出）
- 2007年 東張西望 全城熱爆溏心夜（演出）
- 2007年 再會歡樂今宵（嘉賓）
- 2008年 東張西望之家好月圓夜（演出）
- 2008年 家好月圓慶團圓 （演出）
- 2008年 真的多謝你（嘉賓）
- 2008年 一擲千金（第38集、嘉賓）
- 2008年 萬千星輝頒獎典禮雌雄牙骹戰（演出）
- 2009年 掌故王（主持）
- 2009年 係咪小兒科（第16集、嘉賓）
- 2010年 今日VIP（第260集、嘉賓）
- 2010年 群星閃耀江門情（演出）
- 2012年 今日VIP（第53集、嘉賓）
- 2017年 今日VIP（第224集、嘉賓）
- 2017年 汪明荃50周年世紀盛宴（嘉賓）
- 2017年 我愛EYT（第1集演出、第5集嘉賓）

ViuTV
- 2017年 一大一路（第42集、嘉賓）
- 2021年 是滴是友（第10集、嘉賓）

台視
- 1987年 台港巨星迎新春（主持）[50]
- 1987年 群星爭輝（主持）[12]

其他
- 1979年 羊城賀歲萬家歡（演出、無綫電視與廣東電視台合辦）
- 2013年 星級會客室（嘉賓；有線電視）
- 2018年 珠江歡騰旺旺年——2018廣東廣播電視台春節晚會（廣東廣播電視台）

## 音樂作品

### 個人唱片
| 專輯 # | 唱片公司 | 專輯名稱 | 發行年份 | 曲目 |
| ------ | -------- | -------- | -------- | --- |
| 1st    | 永聲唱片 | 契爺皇帝 | 1978年   | 曲目 1. 契爺皇帝 2. 倚天屠龍記 3. 萍水一段緣 4. 人生似夢 5. 郊遊樂 6. 有酒今朝醉 7. 良辰美景 8. 單吊西 9. 情心永不變 10. 盼望再相愛 11. 大家跟住唱 12. 契爺皇帝／音樂 |

### 合唱及雜錦唱片
| 專輯 # | 唱片公司 | 專輯名稱                   | 發行年份 | 曲目 |
| ------ | -------- | -------------------------- | -------- | --- |
| 1st    | 文志唱片 | 西廂記                     | 1976年   | 曲目 1. 西廂一夢（與關菊英合唱） 2. 定情夜（與關菊英合唱） 3. 新拷紅（莊文清） 4. 相思冤孽債（夏雨） 5. 四季桃源（關菊英） 6. 西廂記 7. 依依惜別（與關菊英合唱） 8. 臨江分別（關菊英） 9. 空相思 10. 挑情（夏雨） 11. 莫恃聰明（關菊英） 12. 迎拷紅／音樂 |
| 2nd    | 文志唱片 | 香港無綫電視片集主題曲精選 | 1977年   | 曲目 1. 青春女探欣 2. 女校男生 3. 江山美人 4. 王老虎搶親 5. 紫釵恨 6. 天涯孤客 7. 三笑姻緣 8. 綿繡前程 9. 逼上梁山 10. 情海波濤 11. 飄零燕 12. 男人，女人                                                                                                 |
| 3rd    | 文志唱片 | 有心未算遲                 | 1977年   | 曲目 1. 有心未算遲 2. 盼望 3. 愛花人 4. 一刻千金 5. 男人女人 6. 發達夢 7. 流浪 8. 妙計發橫財 9. 蜜語綿綿 10. 情人相見歡 11. 東南西北風 12. 為了她 |
| 4th    | 天聲唱片 | 襌院鐘聲                   | 1979年   | 曲目 1. 一夜銷魂 2. 追龍 3. 情絲剪不斷 4. 分飛燕 5. 睥牌情人 6. 浪子回頭 7. 熱帶情歌 8. 禪院鐘聲 9. 相思淚 10. 東南西北風 11. 切勿吸毒 12. 追趕跑跳碰 |

## 幕後作品
電視台編導
- 1975年 民間傳奇 單元《聶小倩》
- 1976年 民間傳奇 單元《岳飛》、《寶蓮燈》、《關漢卿》、《宋景詩》、《碧血楊州》、《魯班師傅》
- 1976年 民間傳奇 單元《解珍解寶》、《喬老爺上轎》（與招振強）、《棋局姻緣》、《搜書院》
- 1977年 男人·女人

導演
- 1977年 出術
- 1990年 衰鬼撬牆腳（執行導演）

編劇
- 1976年 民間傳奇 單元《宋景詩》
- 2015年 ATM提款機

監製
- 2015年 ATM提款機（總監製）[52]
- 2017年 救殭清道夫
- 2017年 鬼網

其他
- 1963年 咖啡女郎（場務）
- 1966年 彩色青春（舞蹈指導）
- 1966年 姑娘十八一朵花（舞蹈指導）
- 2015年 ATM提款機（出品人）
- 2017年 救殭清道夫（出品人、總策劃）
- 2017年 鬼網（出品人）

## 政府宣傳片
- 2012年 通訊事務管理局「處理廣播及電訊服務的投訴」
- 2018年 精明使用長者醫療券
- 2019年 長者醫療券計劃

## 廣告
- 1983年 桂峰牌蟲草金線龜精
- 2012年 靄華押業預約服務
- 2013年 中科番茄紅素
- 2016年 天地和堂安宮牛黃丸
- 2021年 葡匯咪走雞 葡國餐廳（聲音演出）

## 曾獲獎項
- 2005年 萬千星輝賀台慶2005 - 最佳男配角（《甜孫爺爺》 - 文超傑）
- 2008年 萬千星輝頒獎典禮2008 - 最佳男主角（《溏心風暴之家好月圓》 - 甘泰祖）
- 2008年 《明报周刊》40周年颁奖 - 最突出电视男演员（《溏心風暴之家好月圓》 - 甘泰祖）
- 2009年 壹电视大奖 颁奖典礼 - 十大电视艺人第7位
- 2009年 南方盛典 - 金南方年度最受欢迎的港台男演员（《溏心風暴之家好月圓》 - 甘泰祖）
- 2009年 Astro华丽台电视剧大奖2009 - 我的至爱角色（《溏心風暴之家好月圓》 - 甘泰祖）

## 外部連結
- 夏雨的新浪微博
- 夏雨的Facebook專頁
- 夏雨在香港影庫上的簡介
- 粵語流行曲黑膠唱片 （页面存档备份，存于）